# Lafayette (condado de Walworth, Wisconsin)
Lafayette es un municipio (en inglés, town) del condado de Walworth, Wisconsin, Estados Unidos. Según el censo de 2020, tiene una población de 2039 habitantes.

## Geografía
El municipio está ubicado en las coordenadas 42°42′51″N 88°28′51″O / 42.71417, -88.48083 (42.714176, -88.480931).  Según la Oficina del Censo de los Estados Unidos, tiene una superficie total de 88.6 km², de la cual 88.5 km² corresponden a tierra firme y 0.1 km² son agua.

## Demografía
Según el censo de 2020, hay 2039 personas residiendo en la zona. La densidad de población es de 23.0 hab./km². El 94.31% de los habitantes son blancos, el 0.05% es amerindio, el 0.49% son asiáticos, el 2.01% son de otras razas y el 3.14% son de una mezcla de razas. Del total de la población, el 4.36% son hispanos o latinos de cualquier raza.